# Esfinge de Naxos

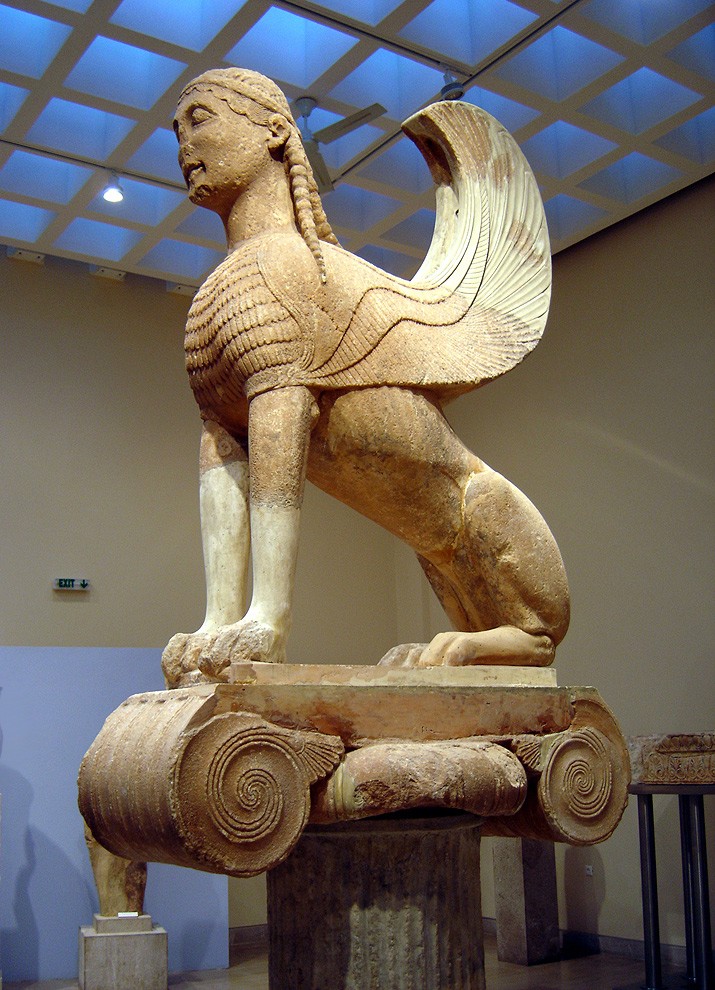
La Esfinge de Naxos, en el Museo Arqueológico de Delfos.

La esfinge de Naxos es una esfinge que data del año 575 - 560 a. C. y que fue esculpida por los habitantes de la Isla de Naxos en la Antigua Grecia.

## Hallazgo e historia

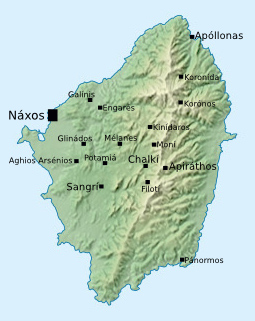
Mapa de la isla de Naxos.

La esfinge procede de la Isla de Naxos, aunque fue una ofrenda de sus habitantes realizada en el Templo de Apolo de Delfos, y originariamente se ubicaba en lo alto de una columna con un capitel jónico, situada al sur del mismo santuario.

## Simbología
Según la mitología griega, la esfinge tenía la función de vigilar el Santuario de Apolo, y a los visitantes les proponía un acertijo y a los que no lo adivinaban los acababa matando.

## Características
- Estilo: Griego, procedente de la Isla de Naxos.
- Material: Mármol.
- Altura: 10 metros. (originariamente 12 metros).
- Tenía cabeza de koré, (doncella griega), cuerpo de león y unas alas de pájaro.

## Conservación
La pieza se expone de forma permanente en el Museo Arqueológico de Delfos (Grecia).